# 奧哈巴鄉
45°53′N 22°40′E / 45.883°N 22.667°E
奧哈巴鄉（羅馬尼亞語：Comuna Ohaba, Alba），是羅馬尼亞的鄉份，位於該國中部，由阿爾巴縣負責管轄，面積41平方公里，海拔高度352米，2011年人口757，人口密度每平方公里23人。